# Sinagoga di Batumi
La sinagoga di Batumi (in georgiano ბათუმის სინაგოგა?) è una sinagoga della città di Batumi, in Georgia. Fu costruita nel 1904.
All'inizio del XX secolo gli ebrei locali si appellarono allo zar Nicola II, al fine di ottenere il permesso di costruire una sinagoga a Batumi. Dopo aver ottenuto il consenso del sovrano russo, il progetto fu affidato all'architetto Lev Vulkovič. Lo stile dell'edificio è analogo a quello delle sinagoghe di Amsterdam e dell'Aia. Durante il periodo sovietico la struttura fu chiusa al culto e adibita a sede di un club operaio. Nel 1993 è stata restituita alla comunità ebraica locale.